# K239 (多連装ロケット)
K239 チョンム (ハングル: '천무';漢字: '天橆天武';英語:'Chunmoo') は、老朽化したK136の後継として2013 年に開発された韓国軍のロケット砲システムである。韓国の他、UAE及びポーランドにて採用されている。

## 設計と開発
K239は、複数の異なる誘導または非誘導ロケット弾を発射できる239mm自走式多連装ロケット砲（MRL）である。
K239は、既存のK136自走多連装ロケット砲で使用されているK30、K37、K38などの130mmロケットを除き、K33 131mmロケットの発射が可能である。発射装置には3種類のロケット弾を搭載できる発射ポッドを2基搭載している。K136に搭載されていたK33 131mm無誘導ロケット弾20発（射程36km、計40発）、韓国陸軍で運用されていたM270 MLRSで使用されていたM26 227mm無誘導ロケットを基に改良したKM26A2 230mmロケット弾6発（射程45km、計12発）、239mm誘導ロケット弾6発（射程80km、計12発）である。239mmロケット弾は全長3.96m、GPS/INS誘導式で、対人用の衝撃爆発とバンカーを破壊する遅延爆発の2つの動作モードがある。韓国陸軍の要求として、この誘導ロケットに貫通弾頭をつけて、非武装地帯に多数存在するバンカーに対する「バンカーバスター」として使用されることが求められた。2種類のロケットポッドを一度に搭載することができ、モジュラーコンテナは素早く再装填することができる。
車体はハンファの8×8トラックのシャシーをベースに、3人の乗組員をNBC対策とともに小火器や砲弾の破片から保護する装甲キャブを備えている。発射機は、4つの再装填ポッドを搭載した同じトラックシャーシを使用する弾薬支援車と対になっている。韓国陸軍のK239は、18両の車両で構成され、指揮車としてK200A1が使用されている。
K239の開発は2009年に始まり、2013年末に完了した。韓国国防技術品質院がK136 の後継機を作成するプロジェクトに1,314億ウォン（約1億1240万ドル）を投じて、2014年8月に最初の生産が行われた。2014年10月、韓国はK-MLRS58台の購入を発表した。2015年8月、韓国陸軍はK239の配備を開始した。
2022年6月、国防科学研究所 (大韓民国)は、K239の239mmロケットの射程を200kmに伸ばす取り組みを明らかにした。これにより、北朝鮮の300mm KN-09 (多連装ロケット)と同等の射程が得られることになる。研究開発では、外部空気を吸収する空気口と燃焼用のガス発生器を組み合わせて大きな推力を生み出すダクテッド・ロケット推進技術や、操縦のためにガスの流れを制御するバルブなどの評価を行っている。

## 運用
- 大韓民国: 218システム（韓国陸軍、韓国海兵隊）[7]
- UAE: 12システム[8]
- ポーランド:288システム

2022年10月19日、ポーランドはかねてよりHIMARSの導入計画を推進していたものの納期が2025年以降と遅くなる事から、早期の兵器納入実績のある韓国よりK239を並行して調達する事を決定、288基を導入する枠組み協定に調印した。2023年に最初の18基が納入される予定である。ポーランド向けK239はポーランド国産車体にポーランド国産のトパーズ砲兵指揮システムを統合したカスタム仕様となり、K239用の各種弾薬もポーランド国内でライセンス生産される事となる。